# Henri-Alexandre Wallon
Henri-Alexandre Wallon (23 de diciembre de 1812 - 13 de noviembre de 1904) fue un historiador y hombre de estado francés.
Henri-Alexandre Wallon fue un historiador y hombre de estado; nació en Valenciennes (Nord) en 1812; murió en París en 1904. Becario de historia y profesor del Lycée Louis le Grand, fue nombrado (1840) maestro de conferencias en la Ecole Normale y, en 1846, asistente de Guizot en la Sorbona. Su obra, "L'esclavage dans les colonies" (1847), le impulsó a entrar en la vida pública; se convirtió en diputado adjunto por Guadalupe en la Asamblea Constituyente y representante del Departamento de Nord en la Asamblea Legislativa (1849). Pero renunció en 1850 cuando se aprobó la ley que restringía el sufragio.
Fue profesor de historia en la Sorbona y miembro de la Academia de Inscripciones (1850), antes de convertirse en su secretario permanente; en 1871 fue diputado de Nord a la Asamblea Nacional, donde se sentó en el centro derecha. El 24 de mayo de 1873, votó en contra de Thiers y el ministerio Broglie. Habiendo fracasado el intento de restauración de la monarquía, Wallon se alió con sus amigos del centro Izquierdo y le correspondió la enmienda que provocó la aprobación de las leyes constitucionales; por eso se le llamaba de broma el "Padre de la República". Como ministro de instrucción pública en el gabinete de Buffet (marzo de 1875 a marzo de 1876), favoreció el voto que aseguró la libertad de la educación superior (26 de julio de 1875). Nombrado senador vitalicio a finales del mismo año, defendió en lo sucesivo los intereses católicos en el Senado en las distintas ocasiones en que se debatieron. Fue decano de la Facultad de Letras de París durante once años (1876-1887).
De sus obras se pueden mencionar las siguientes: "Du monotheisme chez les races semitique" (1859); "Jeanne d'Arc" (1860); "La vie de Jésus et son nouvel historien" (1864), un examen crítico de las obras de Renan; "Vie de Notre Seigneur Jésus Christ" (1805); "La Terreur" (1873); "Saint Louis et son temps" (1875); "les répresentants du peuple en mission et la justice revolutionnaire en Pan II" (1889-90), en el que expone la violencia y las arbitrariedades de los tribunales jacobinos.
Fuente: Bertrin, Georges. "Henri-Alexandre Wallon." The Catholic Encyclopedia. Vol. 15, pág. 539. New York: Robert Appleton Company, 1912. 24 de agosto de 2021 <http://www.newadvent.org/cathen/15539a.htm>.
Traducido por Luz María Hernández Medina

## Obras
- Juana de Arco, Colección austral N.º 539. Editorial Espasa Calpe. S.A. 1963 Madrid.